# Na Rusi (film)
Na Rusi (ros. По Руси) – radziecki film z 1968 roku w reżyserii Fiodora Filippowa oparty na motywach opowiadań Maksima Gorkiego (m.in. Razu pewnego jesienią, Moje uniwersytety, Konowałow, Dwudziestu sześciu i jedna.

## Fabuła
Film przedstawia losy Aleksego Pieszkowa, który wędrując po Rusi poznaje ludzi i zdobywa doświadczenie życiowe.

## Obsada
- Aleksandr Łoktiew jako Aleksej Pieszkow